# Jürgen Lanclée
Jürgen Lanclée (* 27. Mai 1944 in Gronau) ist ein deutscher Politiker (SPD) und ehemaliges Mitglied des Niedersächsischen Landtags.

## Ausbildung und Beruf
Nach dem Schulbesuch in Alfeld und erlangter Fachhochschulreife im Jahr 1963 begann Lanclée eine Lehre als Maschinenschlosser. 1964 bestand er die Facharbeiterprüfung und ging anschließend für drei Jahre zur Bundeswehr. 1968 nahm er ein Studium in der Fachrichtung Maschinenbau/Konstruktion an der Fachhochschule Hannover auf, welches er 1971 als Diplom-Ingenieur abschloss. Danach studierte er von 1972 bis 1974 an der Technischen Universität Clausthal und der Universität Hildesheim Mathematik und Physik für das Lehramt. Nach dem zweiten Staatsexamen war er als Realschullehrer in Alfeld tätig.

## Politik
Seit 1972 ist Lanclée Mitglied der SPD. Im selben Jahr wurde er Ratsherr der Stadt Alfeld und war von 1990 bis 2000 dortiger Bürgermeister. Seit 1976 gehört er zudem dem Kreistag des Landkreises Hildesheim an. Von 1994 bis 2003 war er Mitglied des Niedersächsischen Landtags (13. und 14. Wahlperiode). Am 10. Juli 2007 trat er als Ersatz für den ausgeschiedenen Günter Lenz erneut in den Landtag ein und gehörte diesem bis zum Ende der Legislaturperiode im Januar 2008 an (15. Wahlperiode).
Lanclée ist Mitglied der Gewerkschaft Erziehung und Wissenschaft, der Arbeiterwohlfahrt und des Sozialverbandes Deutschland. Zudem gehört er dem Aufsichtsrat der Kreiswohnungsbaugesellschaft Alfeld und dem Verwaltungsrat der Sparkasse Hildesheim an.
Er ist verheiratet und hat zwei Kinder.